# Bridgewater Place
Pour les articles homonymes, voir Bridgewater.
Le Bridgewater Place, surnommé le Dalek, est un gratte-ciel de Leeds, dans le Yorkshire de l'Ouest, en Angleterre. Avec 112 mètres, il était, au moment de sa construction en 2007, le plus haut bâtiment du Yorkshire, jusqu'à la construction d'Altus House (en) en 2021.

## La bâtiment
La construction a originellement été annoncée en 2000. Après plusieurs remaniements et retards, elle a commencé en 2004 et s'est achevée en 2007. Bridgewater Place a une hauteur de 112 m au niveau du toit. À l'origine, la tour devait avoir une flèche qui aurait porté la hauteur du bâtiment à 137 m, mais cette flèche n'a jamais été construite.
Bridgewater Place compte 32 étages, dont deux sont utilisés comme parkings, dix comme bureaux et vingt comme logements. L'immeuble offre une superficie de 40 000 m2, avec 200 appartements et 400 places de parking souterrain desservant à la fois les zones résidentielles et commerciales de l'immeuble.

## Critiques
En 2008, la revue d'architecture Building Design (en), a nommé Bridgewater Place pour son prix annuel Carbuncle Cup, qui est attribué à « des bâtiments si laids qu'ils figent le cœur »,.